# Arquus

Logo di Renault Trucks Defense

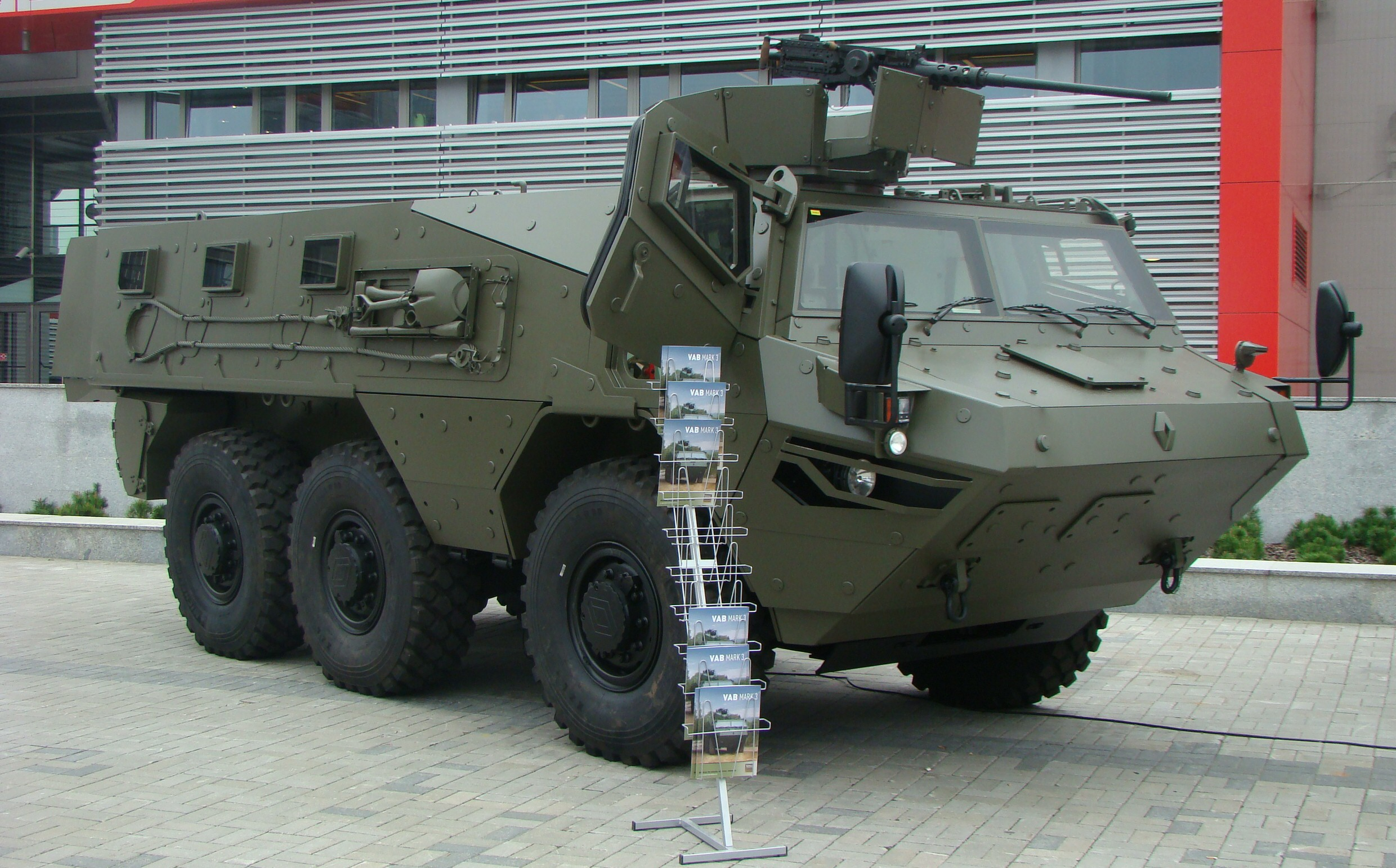
Un Renault VAB, l'ultima evoluzione del VAB

La Arquus – ex Renault Trucks Defense (RTD) – è un'azienda francese che sviluppa, produce e vende veicoli militari. Essa fa parte del gruppo svedese AB Volvo, dal momento della sua vendita da parte di Renault della filiale Renault Trucks (a cui apparteneva RTD), avvenuta il 2 gennaio 2001. Renault Trucks è la seconda azienda del Volvo Group in termini di dimensione; il Volvo Group comprende anche: Volvo Trucks (e Volvo Buses), Volvo Penta, UD Trucks (e UD Buses), Terex Trucks, Prevost Car, Nova Bus e Mack Trucks (e Mack Defense). Il 24 maggio 2018, Renault Truck Defense cambia nome e diventa Arquus, nome risultato dalla fusione delle parole latine Arma e Equus.

## Cronologia
- 1894: Marius Berliet fonda la Berliet a Vénissieux (vicino a Lione).[2]
- 1898: Marcel e Fernand Renault fondano la Renault a Boulogne-Billancourt.
- 1895: Georges Latil fonda la Latil.
- 1913: Berliet produce il camion "CBA"; utilizzato anche dall'Armée française, durante la prima guerra mondiale, in particolare lungo la Voie Sacrée, in occasione della battaglia di Verdun.
- 1914: fondazione della SOMUA.
- 1917: ingresso in servizio del carro armato leggero Renault FT, prodotto da Renault e da altre aziende tra il 1917 e il 1919 in più di 3 700 esemplari.
- 1954: immatricolazione al registro delle imprese dell'azienda, che poi diventerà "Renault Trucks" (RT).[3]
- 1955: il 23 dicembre nasce la "Saviem LRS", dalla fusione di Latil, di SOMUA e della divisione veicoli pesanti di Renault; Saviem è inizialmente l'acronimo di Société Anonyme de Véhicules Industriels et d'Entreprises Mécaniques e poi di Société Anonyme de Véhicules Industriels et Équipements Mécaniques; tra il 1955 e il 1980 i camion Renault portano il marchio Saviem insieme al logo a «losanga» di Renault.
- 1976: il VAB, selezionato nel 1974 e realizzato dalla Saviem, entra in servizio nell'Armée de terre; i due concorrenti non selezionati furono il Panhard M4 (che rimase allo stadio di prototipo) e il Berliet VXB-170.
- 1978: nasce "Renault Véhicules Industriels" (RVI), dalla fusione di Berliet e di Saviem (appartenente alla Renault).[4]
- 1979: la Renault acquisisce il 10% della Mack Trucks.
- 1989: la Renault trasferisce la sua partecipazione in Mack Trucks a RVI.
- 1990: la RVI acquisisce il 100% della Mack Trucks.
- 2001: la Renault vende la RVI al Volvo Group e prende il 21,6% delle azioni del gruppo svedese.
- 2001: la RVI cede il suo 50% in Irisbus alla Iveco.
- 2002: la "Renault Véhicules Industriels" diventa "Renault Trucks" (RT).
- 2002: immatricolazione al registro delle imprese di "Renault Trucks Defense" (RTD).[5]
- 2006: la RTD acquista la ACMAT.
- 2009: avventura "Cap to Cap", spedizione di 30 000 km (19 000 mi) attraverso 17 Paesi, da Capo Nord a Capo di Buona Speranza, con 12 camion (6 Kerax e 6 Sherpa Euro IV) e 60 piloti.[6]
- 2012: la RTD acquista la Panhard General Defense.[7]
- 2012: la RTD presenta al salone Eurosatory il Renault VAB mark 3, l'ultima evoluzione del VAB.
- 2012: la Renault vende le rimanenti azioni del Volvo Group (negli anni aveva gradualmente ridotto la sua partecipazione).
- 2016: Volvo Group annuncia di voler vendere il Volvo Group Governement Sales (VGGS o GovSales, che comprende RTD, Mack Defense, Volvo Defense e VGGS Oceania)[8]; nell'ottobre 2017 il processo di vendita è interrotto[9].
- 2018: Renault Trucks Defense Group diventa Arquus; Renault Trucks Defense, Acmat e Panhard sono riunite sotto l'unico marchio Arquus.[1]

## Stabilimenti
Dieci stabilimenti Renault Trucks Defense
- Versailles (sede sociale e stabilimento principale)
- Guyancourt
- Saint-Nazaire (sede/stabilimento ACMAT)
- Garchizy (CMCO Fourchambault)
- Saint-Priest (Metropoli di Lione)
- Parigi
- Limoges (2 stabilimenti)
- Fourchambault (dal 2019)

Due stabilimenti Panhard General Defense
- Marolles-en-Hurepoix (sede sociale e stabilimento)
- Saint-Germain-Laval

## Veicoli militari

### Gamma Arquus "difesa" 2018
Camions tattici
- Armis
- VLRA

Veicoli multifunzione leggeri
- Trigger
- Trapper
- Dagger

Trasporto truppe e blindati
- Fortress
- Bastion

Ricognizione e pattugliamento
- Sherpa Light

Blindati medi e pesanti
- Higuard
- VAB mk 3

Forze speciali
- Areg
- Torpedo
- Sabre
- Patsas

### Gamma Arquus "sicurezza" 2018
Pattugliamento e controllo frontiere
- Trigger
- Trapper
- Dagger

Mantenimento dell'ordine e trasporto truppe
- Sherpa Light
- Mids
- Bastion
- Higuard
- VAB mk 3

Forze speciali e controterrorismo
- Sherpa Light Scout
- Sherpa Light Assault Ladder

### Gamma RTD del passato
Veicoli militari di Renault Truck Defense del passato (esclusi ACMAT e Panhard General Defense)
- AMC 34
- AMC 35
- AMR 33
- AMR 35
- Char B1
- Char D1
- Char D2
- EBRC Jaguar[10]
- Renault AGK
- Renault AGR
- Renault AMC
- Renault B90 4x4
- Renault FT
- Renault GBC 180
- Renault Higuard medium
- Renault Kerax
- Renault Midlum
- Renault Mids
- Renault Mle 1914
- Renault MRAP
- Renault R2064/2067/2068/2087/2087
- Renault R35
- Renault R40
- Renault Sherpa 10 medium
- Renault Sherpa 15
- Renault Sherpa 2 light
- Renault Sherpa 20
- Renault Sherpa 3 light
- Renault Sherpa 5 medium
- Renault Sherpa Light
- Renault Sherpa Medium
- Renault TRM 10.000
- Renault TRM 1200/Saviem TP3
- Renault TRM 2000
- Renault TRM 4000/Renault SM8/Saviem SM8
- Renault TRM 500/Saviem TRM 500[11]
- Renault TRM 700-100
- Renault Trucks D
- Renault Trucks K
- Renault UE
- Renault VAB
- Taxis de la Marne[12]
- VBCI (driveline)
- VBMR Griffon[10]

## Sistemi d'arma a controllo remoto

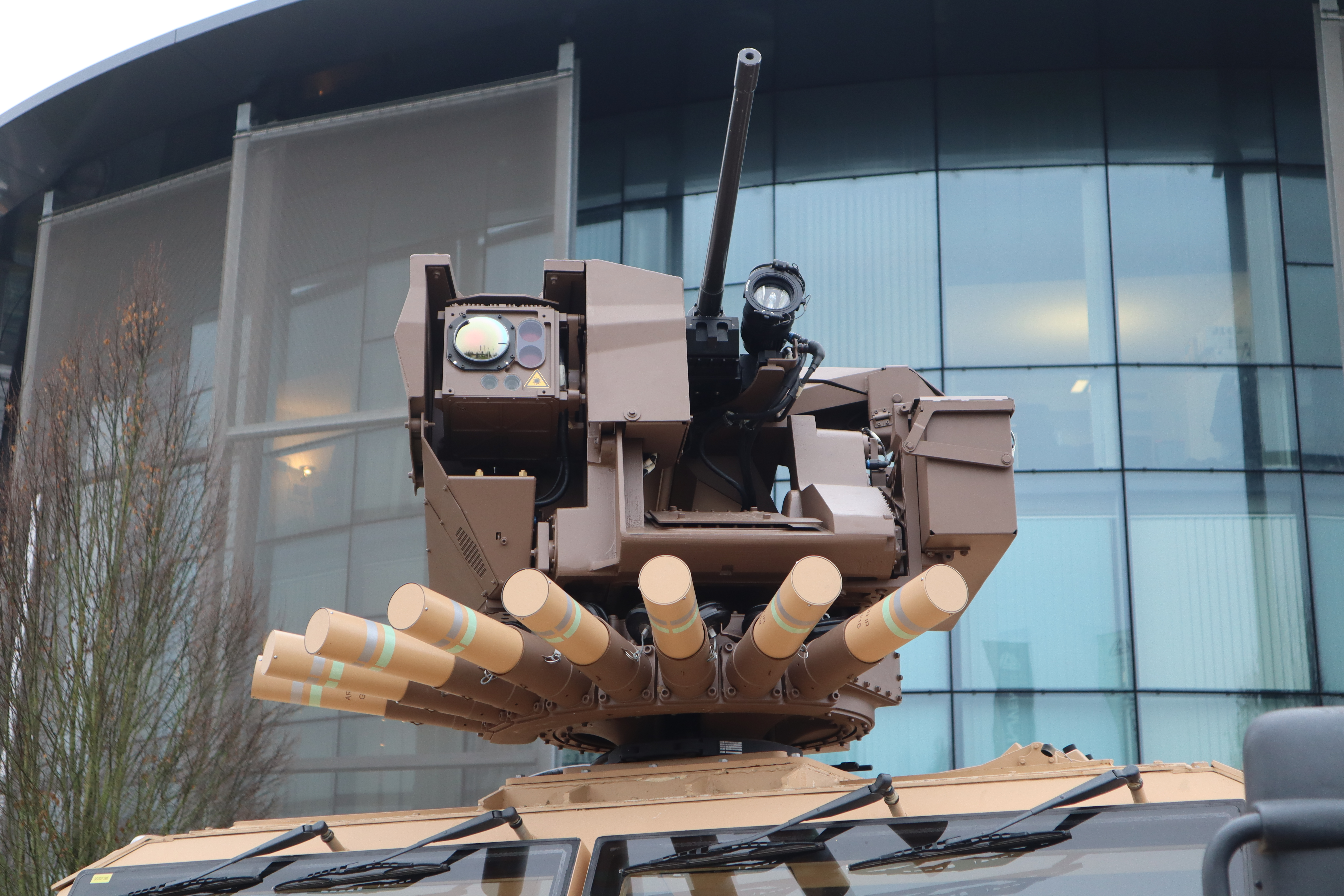
Una stazione Hornet

Attraverso la sua business unit Hornet, Arquus commercializza la sua gamma di sistemi d'arma a controllo remoto. Tre varianti sono proposte e sono già state ordinate dall'esercito francese: 
-Hornet (T1) sul blindato Griffon
-Hornet Lite 
-Hornet S che equipaggia il blindato Jaguar
Dopo essere stati venduti più di 2000 esemplari all'esercito francese, sono oggi disponibili per l'esportazione in collaborazione con Safran, che è responsabile dei sistemi optronici.